# جان ویلیام دیویس
جان ویلیام دیویس (انگلیسی: John William Davis; ۱۲ سپتامبر ۱۹۱۶ – ۳ اکتبر ۱۹۹۲) یک سیاست‌مدار، و وکیل اهل ایالات متحده آمریکا بود.